# Saddle Club
Saddle Club (The Saddle Club) è una serie televisiva australiana per ragazzi, trasmessa per due stagioni dal 2001 al 2003 dal canale ABC e dal 2008 al 2009 da Nine Network, in Italia da Rai3 nella fascia pomeridiana.

## Trama

### Prima stagione
La serie narra di tre ragazze, Lisa, Carole e Stevie che praticano equitazione in Australia nella scuola di Pine Hollow; nella prima serie hanno 12 anni, nella seconda 14.
All'inizio della serie, Stevie e Carole sono arrabbiate con Lisa perché la madre stava per investire il cavallo di Stevie; tutto si risolve e le ragazze fondano un club, il "Saddle Club", ovvero il circolo delle selle. La loro acerrima nemica è Veronica, una perfida e ricca studentessa a Pine Hollow che, assieme alla sua migliore amica Kristy, cercherà di rendere la vita delle tre ragazze uno strazio.
Lisa è la più sensibile, tormentata dalla madre che non la lascia libera se non con le sue amiche. Carole ama più di tutto i cavalli e spera in futuro di diventare veterinaria, come la madre purtroppo deceduta. Stevie, sempre fiera di sé, nella seconda serie vivrà una storia d'amore con Phil, giovane conosciuto in un camping nelle prime puntate della serie.
Lisa monta un cavallo pezzato di nome Patch, poi passa a Prancer. Starlight e Cobalt sono i cavalli di Carole e Veronica, mentre Stevie monta Comanche. Veronica, durante una competizione, salta troppo velocemente un ostacolo, facendo cadere Cobalt che si rompe una zampa. I coniugi Di Angelo le compreranno allora Garnet. Verso la metà della prima serie Stevie adotta Belle, una cavalla morella trovata abbandonata in un sentiero.
L'allenatore è Max, sposato con Deborah che seguirà con i ragazzi avventure uniche.

### Seconda stagione
Nella seconda serie Max, partito per un master a Lione, sarà sostituito da suo cugino Drew.
Per alcuni episodi comparirà la figura di Dorotheé, una campionessa nazionale francese che nella sua ultima gara è caduta e ha avuto un trauma; con l'aiuto di Red, Stevie, Carole, Lisa e Phil lo supera. Red s'innamorerà di Dorothè e Kristy diventerà gelosa; Dorotheé però è costretta a partire per partecipare alle Olimpiadi ippiche e tutto tornerà alla normalità.
In seguito arriva un ragazzo di nome Rafael che si innamora di Lisa. Ha un cavallo nero di nome Diablo che venderà per una questione di soldi; la mamma di Lisa lo compra e Lisa rimane di stucco e ricordandosi di un consiglio di Rafael, "Il cavallo è il padrone di se stesso", lo libererà.
In alcuni episodi comparirà Murray, figlio della fidanzata del papà di Carole, che si metterà in un losco affare con dei tipi alquanto disonesti. Verrà salvato da Carole, che aveva compreso i suoi problemi familiari.

## Episodi
| Stagione         | Episodi | Prima TV originale | Prima TV Italia |
| ---------------- | ------- | ------------------ | --------------- |
| Prima stagione   | 26      | 2001–2002          | 2004            |
| Seconda stagione | 26      | 2003               | 2004            |
| Terza stagione   | 26      | 2008–2009          | 2010            |

## Cast
- Sophie Bennett: Stevie Lake (Belle)
- Keenan MacWilliam: Carole Hanson (Starlight)
- Lara Jean Marshall: Lisa Atwood (Prancer)
- Heli Simpson: Veronica di Angelo (Cobalt, poi, in seguito alla sua morte, cambiato con Garnet)
- Brett Tucker: Max Regnery
- Catherine Wilken: Signora Reg
- Kia Luby: Kristi Cavanaugh (Barq)
- Glenn Meldrum: Phil Marsten (Teddy)
- Janelle Corlass-Brown: Ashley taylor
- Jessie Jacobs: Melanie Atwood (sorella di Lisa)
- James O'Dea: Red O'Malley (Joker, morto in seguito ad un incendio nei vecchi maneggi nei quali lavorava prima di andare a Pine Hollow)
- Matylda Buczko: Dorothée Doutey (Hugo)
- Nikolai Nikolaeff: Drew Regnery
- Chaty Godbold: Deborah Hale
- Alex Marriott: Brian (Scooter) Mulcahy

| Personaggi              | Attori della prima e seconda stagione | Attori della terza stagione |
| ----------------------- | ------------------------------------- | --------------------------- |
| Carole Hanson           | Keenan Macwilliam                     | Victoria Campbell           |
| Stephanie 'Stevie' Lake | Sophie Bennett                        | Lauren Dixon                |
| Lisa Atwood             | Lara Jean Marshall                    | Ariel Kaplan                |
| Veronica diAngelo       | Heli Simpson                          | Marny Kennedy               |
| Kristi Cavanaugh        | Kia Luby                              | –                           |
| Desiree Biggins         | –                                     | Aisha Dee                   |
| Melanie Atwood          | Marisa Siketa / Jessie Jacobs         | Ella-Rose Shenman           |
| Ashley                  | Janelle Corlass-Brown                 | –                           |
| Jessie Cooper           | –                                     | Kaiya Jones                 |
| Elizabeth Regnery       | Catherine Wilkin                      | Briony Behets               |
| Max Regnery             | Brett Tucker                          | Richard Davies              |
| Jack O'Neil             | –                                     | Troy Lovett                 |
| Phil Marsten            | Glenn Meldrum                         | Cosmo Feltham               |
| Deborah Hale Regnery    | Cathy Godbold                         | –                           |
| Drew Regnery            | Nikolai Nikolaeff                     | –                           |
| Red O'Malley            | Nathan Phillips / James O'Dea         | –                           |
| Brian 'Scooter' Mucahy  | Alex Marriott                         | –                           |
| Megan                   | Sophie Hensser                        | –                           |